# アイドル地獄変
『アイドル地獄変』（アイドルじごくへん）は、尾玉なみえによる日本の漫画。『ビジネスジャンプ』（集英社）に連載されたギャグ漫画。新米アイドルの海ひろ子がトップアイドルを目指す、サクセスストーリー。

## 概要
作者が週刊少年ジャンプで『純情パイン』『少年エスパーねじめ』を連載した後、掲載誌をビジネスジャンプに移して連載した作品。作者のビジネスジャンプ初の連載作品となり、青年誌だけあって作者の持ち味である下ネタやブラックユーモアも前二作と比較して更に過激なものになっている。作者の単行本コメントによれば、前二作と同様に打ち切りとなったらしく、全15話の短命作品となった。最終話は芸能活動とは無関係のひろ子と紅速人の日常生活が描かれ、最後のコマの二人のやり取りで唐突に終了が示唆されて物語は幕を閉じる。

## あらすじ
トップアイドルを夢見る16歳の少女・海ひろ子は、大手芸能プロダクション「ヘリプロ」のオーディションに挑戦する。社長らとの面接では意気込みが空回りして散々な結果となったひろ子だが、その後、憧れのスーパーアイドル・美原あいと偶然出会い、その時のアクシデントが切っ掛けで敏腕マネージャー・紅速人に見出されてアイドルとしての道を歩み始める。

## 登場人物

### 主要人物
海ひろ子
アイドル志望の16歳の少女。
『エースをねらえ!』の登場人物、岡ひろみのパロディ。
紅速人
数々のアイドルを育てた仕掛人として名を馳せる敏腕マネージャー。アイドルオーディションでひろ子と出会い、面接での彼女や美原あいとのやり取りを見て「ピンときた」ことで彼女を合格とし、マネージャーとなる。真意は不明ながら、ひろ子に少なくない期待をかけており、彼女に対して厳しいながらも寄り添って指導し、ひろ子のせいで酷い目に遭うことも多々あるが決して見捨てたりはしない。ひろ子の面倒を公私にわたって見ているようで、芸能活動とは無関係なエピソードでも彼女と一緒に行動することがある。
美原あい
ヘリプロ所属のスーパーアイドル。愛称ミッハー。ひろ子の昔からの憧れの人であり、芸能界における目標でもある。
『ときめきメモリアル』の登場人物、美樹原愛のパロディ。

### 芸能関係者
社長
ヘリプロの社長。縦に長く伸びた髪型が特徴の中年男性。意外にナイーブで「おっさん」呼ばわりされると傷つく。
ざっは☆とるて
ヘリプロ所属の人気男性アイドルデュオ。とるての方は近いうちに「ウルウル滞在記」で裸族の村を訪問する予定であり、スタッフの反対を押し切りおたからケース一丁での出演に挑戦すべく、隠れて特訓を重ねていた。
松野ごじや
美原あいのマネージャー。ゴージャス松野のパロディ。
三川ただし
ニューウェイブ系CMディレクター。三池崇史のパロディ。
下原ちえ子
ヘリプロのアイドル労働組合の組合長。チェ・ゲバラのパロディ。
出毛まいね
ヘリプロ所属のふるさとアイドル。太宰治の作品のタイトル、『ダス・ゲマイネ』のパロディ。
菊田しいれ
プロデューサー。ゲイ。
ずらとん・ジョン
クイズ番組・「早押しクイズ知ってる君」の司会者。鬘を着用している。エルトン・ジョンのパロディ。
がじろう
「早押しクイズ知ってる君」に出演した、アフロヘアが特徴のタレント男性。席がひろ子・美原あいペアの隣だったことが災いして目を付けられ、「がじろう」呼ばわりされる。デリケートな病気持ちらしい。
座輪ザワ吉
テレビディレクター。福本伸行の作風のパロディ。
ムシゴロウ
ひろ子が夏休み特番『虫捕り講座』のリポーターをした際に、虫捕りを教えて貰うために訪ねたムシゴロウ王国（人間1人・虫5万匹）の国王。一見すると眼鏡をかけた普通の老人だが、食物連鎖ヒエラルキーの頂点を自認する危険思想の持ち主。他の人間を威圧する際には、昆虫を生きたまま食う「食虫人間（ゲルニカ）」なる荒技を繰り出す。『虫捕り講座』の撮影中でも、登場早々にひろ子が捕ったカブトムシを食い、彼女やスタッフらに対して優位に立とうとするが、その後ヘビを苦手とすることをひろ子に知られてしまい、ヘビを何匹も持ったひろ子に散々追いかけ回された挙句に、ヘビをネタに寿司屋ごっこをする「へびずしごっこ」に四時間も付き合わされた。エピソード最後のひろ子の日記によると、最終的には追い詰められて生ヘビを食ってしまったらしい。
ムツゴロウのパロディ。

### その他登場人物
プールの精
迷惑なことばかりする。
マイク
スパイ。
トム
マイクの先輩。
院長
若いものを理解することが好き。
東郷ほうたい
動物園の飼育係。『ゴルゴ13』の登場人物、デューク東郷のパロディ。
パンパン
「しもの動物園」で飼われているジャイアントパンダ(オス6歳)。
まさる（トーマス、たかし）
ひろ子のアパートの隣室に住んでいる、屁が非常に臭い赤ちゃん。母親に「トーマス」から「まさる」に改名された。後に「たかし」に改名。
母親
まさるの母親。ひろ子に連れ出されて行方不明となった息子を探し回っていた。息子の屁の臭さに手を焼いており、しばしばお仕置きで名前を変更している。
マダム・ベラ
ひろ子が蝶々の仮面をつけた姿。

## 書誌情報
- 尾玉なみえ 『アイドル地獄変』 集英社〈ヤングジャンプ・コミックス〉、2003年12月18日発売、ISBN 4-08-876548-6
- 尾玉なみえ 『アイドル地獄変 完全版』 講談社〈シリウスKC〉、2012年2月9日発売、ISBN 978-4-06-376337-9